# Duitse Sociaaldemocratische Arbeiderspartij in de Tsjecho-Slowaakse Republiek

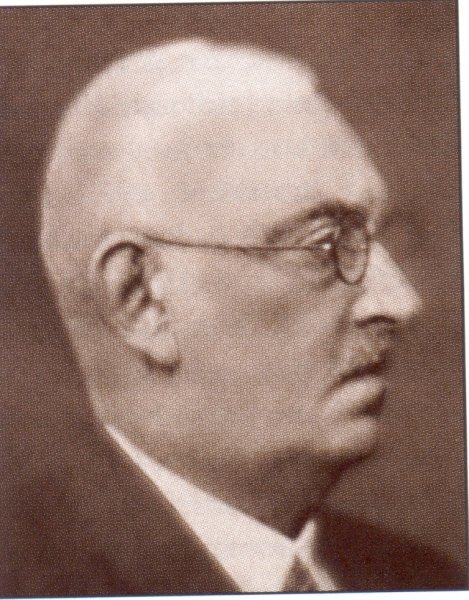
Ludwig Czech (1870-1942), leider van de DSAP 1920-1938. Hij kwam in 1942 om in het getto Theresienstadt

De Duitse Sociaaldemocratische Arbeiderspartij in de Tsjecho-Slowaakse Republiek (Duits: Deutsche sozialdemokratische Arbeiterspartei in der Tschechoslowakischen Republik, Tsjechisch: Německá sociálně demokratická strana dělnická v Československé republice; DSAP) was een sociaaldemocratische partij voor Sudeten-Duitsers in de Eerste Tsjecho-Slowaakse Republiek (1918-1938). De DSAP ontstond in 1919 uit de Boheemse vleugel van de Sociaaldemocratische Arbeiderspartij van Oostenrijk (SDAPÖ).

## Geschiedenis
Gedurende de Eerste Tsjecho-Slowaakse Republiek was de DSAP de belangrijkste partij van de Sudeten-Duitsers, de Duitstalige minderheid van Tsjecho-Slowakije. Hoewel de partij niet zo vijandig tegenover de Tsjecho-Slowaakse staat stond als de rechts-nationalistische Duits-nationalistische partijen zoals de DNP en de Duitse Nationaalsocialistische Arbeiderspartij (DNSAP), beschouwde de DSAP het land als een wangedrocht, gevormd door de overwinnaars van de Eerste Wereldoorlog. Later nam de partij een meer gematigde toon aan. Onder het leiderschap van Ludwig Czech (1920-1938) nam de partij deel aan de coalitieregeringen. In 1921 scheidde de linkervleugel zich van de DSAP af en richtte de Communistische Partij van Tsjecho-Slowakije (Duitse Afdeling) (KPT (DA)), welke later opging in de Communistische Partij van Tsjecho-Slowakije (KSČ).
Vanaf het einde van de jaren twintig nam de invloed van de DSAP onder de Sudeten-Duitsers af; vooral de opkomst van de Sudeten-Duitse Partij (SdP) deed de invloed van de DSAP afnemen. Na de stichting van de Tweede Tsjecho-Slowaakse Republiek (1938), die overigens maar een kortstondig bestaan leidde, werd een tweepartijenstelsel ingevoerd en verdween de DSAP van het toneel. Sudetenland, het Duitstalige deel van de Bohemen, kwam na het Verdrag van München (30 september 1938), aan nazi-Duitsland toe. Hoewel de Sudeten-Duitse sociaaldemocraten altijd een voorstander waren van een Groot-Duitse staat, behoorden zij tot de felste tegenstanders van het nazisme. De bezetting van Tsjechië door Duitsland (maart 1939) leidde tot een grootscheepse door de Duitsers opgezette vervolging van de DSAP. Een aantal leiders wist echter het land te verlaten en richtten in Noorwegen een DSAP in ballingschap op. Na de Tweede Wereldoorlog werd de Sudeten-Duitsers systematisch uit Tsjechië verdreven en vestigden zij zich in de Bondsrepubliek Duitsland waar ook een aan de SPD gelieerde belangenorganisatie voor Sudeten-Duitse sociaaldemocraten bestaat (Seliger-Gemeinde).

## Partijleiders
- Josef Seliger (1919-1920)
- Ludwig Czech (1920-1938)
- Wenzel Jaksch (1938)

## Verkiezingsresultaten

### Kamer van Afgevaardigden
| Jaar          | %     | Zetels   | +/-   |
| ------------- | ----- | -------- | ----- |
| 1920          | 11,1% | 30 / 281 | NIEUW |
| 1925          | 5,8%  | 17 / 300 | 13    |
| 1929          | 5,8%  | 21 / 300 | 5     |
| 1935          | 3,6%  | 11 / 300 | 10    |
| Bron: Uitslag |       |          |       |

### Senaat
| Jaar                 | % | Zetels   | +/-   |
| -------------------- | - | -------- | ----- |
| 1920                 |   | 16 / 142 | NIEUW |
| 1925                 |   | 9 / 150  | 7     |
| 1929                 |   | 11 / 150 | 2     |
| 1935                 |   | 6 / 150  | 5     |
| Bron: Nohlen, et al. |   |          |       |